# Campeonato do Mundo de Hóquei em Patins Masculino de 1958
O Campeonato Europeu de 1958 foi a 13.ª edição do Campeonato do Mundo de Hóquei em Patins .

## Resultados
|      | Equipe     | Pts | J | V | E | D | GM | GS  | DG   |
| ---- | ---------- | --- | - | - | - | - | -- | --- | ---- |
| 1.º  | Portugal   | 17  | 9 | 8 | 1 | 0 | 61 | 7   | 54   |
| 2.º  | Espanha    | 15  | 9 | 6 | 3 | 0 | 70 | 13  | 57   |
| 3.º  | Itália     | 15  | 9 | 7 | 1 | 1 | 38 | 10  | 28   |
| 4.º  | Holanda    | 12  | 9 | 6 | 0 | 3 | 34 | 37  | -3   |
| 5.º  | Inglaterra | 10  | 9 | 5 | 0 | 4 | 46 | 32  | 14   |
| 6.º  | Bélgica    | 7   | 9 | 3 | 1 | 5 | 26 | 23  | 3    |
| 7.º  | Alemanha   | 6   | 9 | 2 | 1 | 6 | 16 | 30  | -14  |
| 8.º  | Suíça      | 5   | 9 | 2 | 1 | 6 | 16 | 30  | -14  |
| 9.º  | França     | 3   | 9 | 1 | 1 | 7 | 22 | 45  | -23  |
| 10.º | Dinamarca  | 0   | 9 | 0 | 0 | 9 | 5  | 120 | -115 |

|            | Alemanha | Países Baixos | Itália | Suíça | Espanha | Portugal | Dinamarca | França | Inglaterra | Bélgica |
| ---------- | -------- | ------------- | ------ | ----- | ------- | -------- | --------- | ------ | ---------- | ------- |
| Alemanha   |          |               |        |       |         |          |           |        |            |         |
| Holanda    | 5-4      |               |        |       |         |          |           |        |            |         |
| Itália     | 4-2      | 5-0           |        |       |         |          |           |        |            |         |
| Suíça      | 2-0      | 1-4           | 2-3    |       |         |          |           |        |            |         |
| Espanha    | 6-2      | 9-1           | 2-2    | 9-1   |         |          |           |        |            |         |
| Portugal   | 8-1      | 14-0          | 3-1    | 6-1   | 2-2     |          |           |        |            |         |
| Dinamarca  | 0-10     | 1-12          | 0-11   | 0-6   | 0-21    | 1-14     |           |        |            |         |
| França     | 2-3      | 1-3           | 0-5    | 2-2   | 0-9     | 0-6      | 13-1      |        |            |         |
| Inglaterra | 5-3      | 1-3           | 1-4    | 4-1   | 3-10    | 0-6      | 18-1      | 11-2   |            |         |
| Bélgica    | 4-5      | 1-6           | 0-3    | 2-0   | 2-2     | 1-2      | 9-0       | 5-2    | 2-3        |         |